# Thomas Anderson (cầu thủ bóng đá, sinh năm 1916)
Thomas Anderson (sinh năm 1916) là một cầu thủ bóng đá người Anh thi đấu ở vị trí thủ môn.